# Club Atlético Talleres (Remedios de Escalada)
El Club Atlético Talleres, també anomenat Talleres de Remedios de Escalada, és un club de futbol argentí de la ciutat de Remedios de Escalada.
A més del futbol té seccions de patinatge artístic sobre rodes, atletisme, basquetbol, boxa, futbol sala, handbol, gimnàstica, tennis taula, tennis, taekwondo i voleibol entre d'altres.

## Història
El club va ser fundat el dia 1 de juny de 1906 amb el nom Talleres United Football Club, com a resultat de la fusió de dos clubs, Los Talleres i General Paz. El 1920 esdevingué Talleres Football Club, i cinc anys més tard ascendí a la primera divisió argentina. Alguns anys més tard adoptà el seu actual nom Club Atlético Talleres.

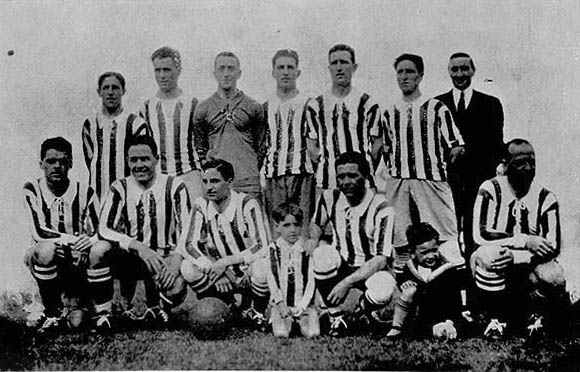
Equip campió el 1925 de la División Intermedia.

## Entrenadors destacats
- Ángel Bargas
- Oscar Calics
- Manuel Fleitas Solich
- Jorge Ginarte
- Hugo Gottardi
- Juan Carlos Murúa
- Julio Olarticoechea
- Norberto Raffo
- José Yudica

## Palmarès
- Primera B: 1
  - 1987-88

- Primera Divisió C: 2
  - 1970, 1978

- División Intermedia: 1
  - 1925 AAm[a]